# Марри, Ричард Пейджит
Ри́чард Пе́йджит Ма́рри (англ. Richard Paget Murray, 1842—1908) — британский ботаник и священник.

## Биография
Родился 26 декабря 1842 года на острове Мэн. Учился в Кембриджском университете, в 1867 году получил степень магистра.
С 1868 года — рукоположенный, до 1882 года был священником в Плимстоке, Бекенхеме и Балтонсборо. С 1882 года — викарий в Шапвике.
В 1885 году занимался ботаническими исследованиями в Ирландии, в 1888 году — в Португалии. В 1890—1900 годах изучал флору Канарских островов, готовил монографию растений архипелага.
Марри вместе с Э. Ф. Линтоном издал серию эксикатов британских представителей рода Rubus
Скончался 29 октября 1908 года в Шапвике.

## Некоторые научные публикации
- Murray R. P. The flora of Somerset. — Taunton, 1893—1896. — 437 p.

## Роды растений, названные именем Р. П. Марри
- Rubus murrayi Sudre, 1904